# Anita Baker
Anita Baker (Toledo, Ohio; 26 de enero de 1958) es una cantante estadounidense de soul. Es una de las cantantes más populares de baladas, especialmente reconocida por su trabajo durante el apogeo del quiet storm en la década de 1980. 
Comenzó su carrera a fines de la década de 1970 con la banda de funk Chapter 8, y lanzó su primer álbum en solitario, The Songstress, en 1983. En 1986, saltó al estrellato luego del lanzamiento de su segundo álbum, Rapture, que se convirtió en disco de platino y ganó numerosos premios. Baker cuenta con cuatro álbumes de platino y dos álbumes de oro. Ha ganado ocho premios Grammy.

## Reseña biográfica
Aunque nacida en Toledo, cuando tenía dos años, su madre la abandonó y fue criada por una familia adoptiva en Detroit, Míchigan. Cuando Baker tenía 12 años, sus padres adoptivos murieron y su hermana adoptiva se encargó de su crianza. En Detroit creció como persona y desde lo musical, donde aprendió a cantar mientras escuchaba, entre otras, a cantantes de jazz como Sarah Vaughan, Nancy Wilson y Ella Fitzgerald.
A los doce años empezó a cantar en un coro góspel y a los dieciséis cantaba con varios grupos locales. En 1975, firmó con el grupo Chapter 8, que pronto consiguió un contrato con Ariola y publicó un disco en 1979; sin embargo, al ser Ariola succionada por Arista, esta prescindió de los servicios de Anita. Tras varios trabajos menores en Detroit, en 1982, Otis Smith, ejecutivo que había trabajado con Chapter 8, la animó a unirse a su nueva compañía Beverly Glen. Se trasladó a la Costa Oeste y grabó su primer disco, The Songstress, en 1983. Sin ser un gran éxito, ayudó a Anita a consolidar una posición en el mercado musical, algo que resultó en su contrato por Elektra en 1985. Durante los años ochenta se estableció como una presencia esencial en el panorama musical en los Estados Unidos.

## Discografía

### Álbumes
En estudio
- 1983: The Songstress
- 1986: Rapture
- 1988: Giving You the Best That I Got
- 1990: Compositions
- 1994: Rhythm of Love
- 2004: My Everything
- 2005: Christmas Fantasy

### Sencillos
- 1983: "Angel"
- 1983: "No More Tears"
- 1983: "You're the Best Thing Yet"
- 1984: "Feel the Need"
- 1986: "Watch Your Step"
- 1986: "Sweet Love" [EUA #8,[4] UK #13][5]
- 1986: "Caught Up in the Rapture" [EUA #37, UK #51]
- 1987: "Same Ole Love (365 Days a Year)" [EUA #44, UK #100]
- 1987: "No One in the World" [EUA #44]
- 1987: "Ain't No Need to Worry" (con The Winans)
- 1988: "Giving You the Best That I Got" [EUA #3, UK #55]
- 1988: "Just Because" [EUA #14, UK #93]
- 1989: "Lead Me Into Love"
- 1990: "Talk to Me" [EUA #44, UK #68]
- 1990: "Soul Inspiration" [EUA #72]
- 1990: "Fairy Tales"
- 1994: "Body and Soul" [EUA #36, UK #48]
- 1994: "I Apologize" [EUA #74, UK #80]
- 1995: "It's Been You"
- 1995: "When You Love Someone" (con James Ingram)
- 2004: "You're My Everything" [EUA #74]
- 2004: "How Does It Feel"
- 2005: "Serious"
- 2012: "Lately"